# NGC 840
NGC 840 is een balkspiraalstelsel in het sterrenbeeld Walvis. Het hemelobject werd op 2 september 1864 ontdekt door de Duitse astronoom Albert Marth.

## Synoniemen
- PGC 8293
- UGC 1664
- MCG 1-6-49
- ZWG 413.53
- NPM1G +07.0065